# Carlo Lancini
Carlo Lancini (Travagliato, 16 novembre 1944) è un ex calciatore italiano, di ruolo centrocampista.

## Carriera
Ha esordito in Serie A con la maglia del Palermo il 29 settembre 1968, in una sconfitta esterna per 3-0 contro il Cagliari.

## Palmarès
- Campionato italiano di Serie B: 2

Brescia: 1964-1965
Palermo: 1967-1968